# Persécuté persécuteur

Persécuté persécuteur est un recueil de poèmes publié par Louis Aragon en 1931. Il s'agit de son dernier recueil appartenant au mouvement surréaliste, et témoigne de son engagement pour le communisme. Il comprend le poème Front rouge, qui vaudra à Aragon la censure et entraînera sa rupture avec André Breton et le surréalisme.

## Contexte
Les surréalistes se sont tournés vers l'action politique depuis 1925 et l'opposition à la guerre du Rif. Cela a entraîné des tensions dans le groupe, notamment avec les exclusions d'Antonin Artaud et de Philippe Soupault durant cette année 1926. Plusieurs surréalistes, autour de Breton et Aragon, ont pris leur carte au Parti communiste français ; l'adhésion d'Aragon date de janvier 1927. Leur accueil par les intellectuels communistes a cependant été plutôt mitigé, si bien que les surréalistes cessent leur collaboration avec Clarté en 1928. Les surréalistes ne sont également pas d'accord entre eux sur l'analyse à donner au sort de Léon Trotski. Le Second manifeste du surréalisme, publié par André Breton en 1929, ne parvient pas à dépasser les querelles littéraires et politiques entre les membres.
La rencontre d'Aragon avec Elsa Triolet date du 5 novembre 1928, mais le « cycle d'Elsa » ne sera composé qu'une dizaine d'années plus tard. Louis Aragon s'est donc engagé au Parti Communiste avant sa rencontre avec sa muse ; il a à cette époque beaucoup moins de réserves que sa compagne sur l'activité du PCF et de l'URSS.

## Analyse
Les poèmes du recueil ne suivent pas la versification traditionnelle, comme dans les recueils précédents du poète, et marquent la poursuite des provocations verbales et du modernisme. Le poème Front Rouge comporte ainsi un morceau de prose au milieu des vers. Cependant, Aragon utilise un découpure du vers selon le développement de l'idée, ce qui se retrouvera dans les poèmes de la Résistance.

## Réception
Le poème Front Rouge paraît d'abord seul, dans le dernier numéro de 1931 de la revue Littérature de la Révolution mondiale. Le numéro est saisi par la police et Aragon inculpé d'incitation à la désobéissance et de provocation au meurtre. André Breton rédige alors le tract L'Affaire Aragon pour défendre son ami. L'Humanité désavoue cependant le poème d'Aragon. Les communistes dans leur ensemble restent peu sensibles au surréalisme, qui ne correspond pas à sa ligne culturelle de littérature prolétarienne. André Breton écrit alors le texte Misère de la poésie, pour revendiquer l'autonomie de la poésie. Cependant, Aragon ne se reconnaît pas dans le texte de Breton et signifie sa rupture avec lui dans L'Humanité du 10 mars 1932.
Ce recueil est aujourd'hui peu édité et peu étudié. Lionel Ray juge que Persécuté persécuteur, ainsi que Hourra l'Oural publié en 1934, sont « très faibles ou très médiocres, exception faite de quelques pages où l'ampleur lyrique reprend ses droits ».